# Katholische Kirche St. Goar und St. Elisabeth

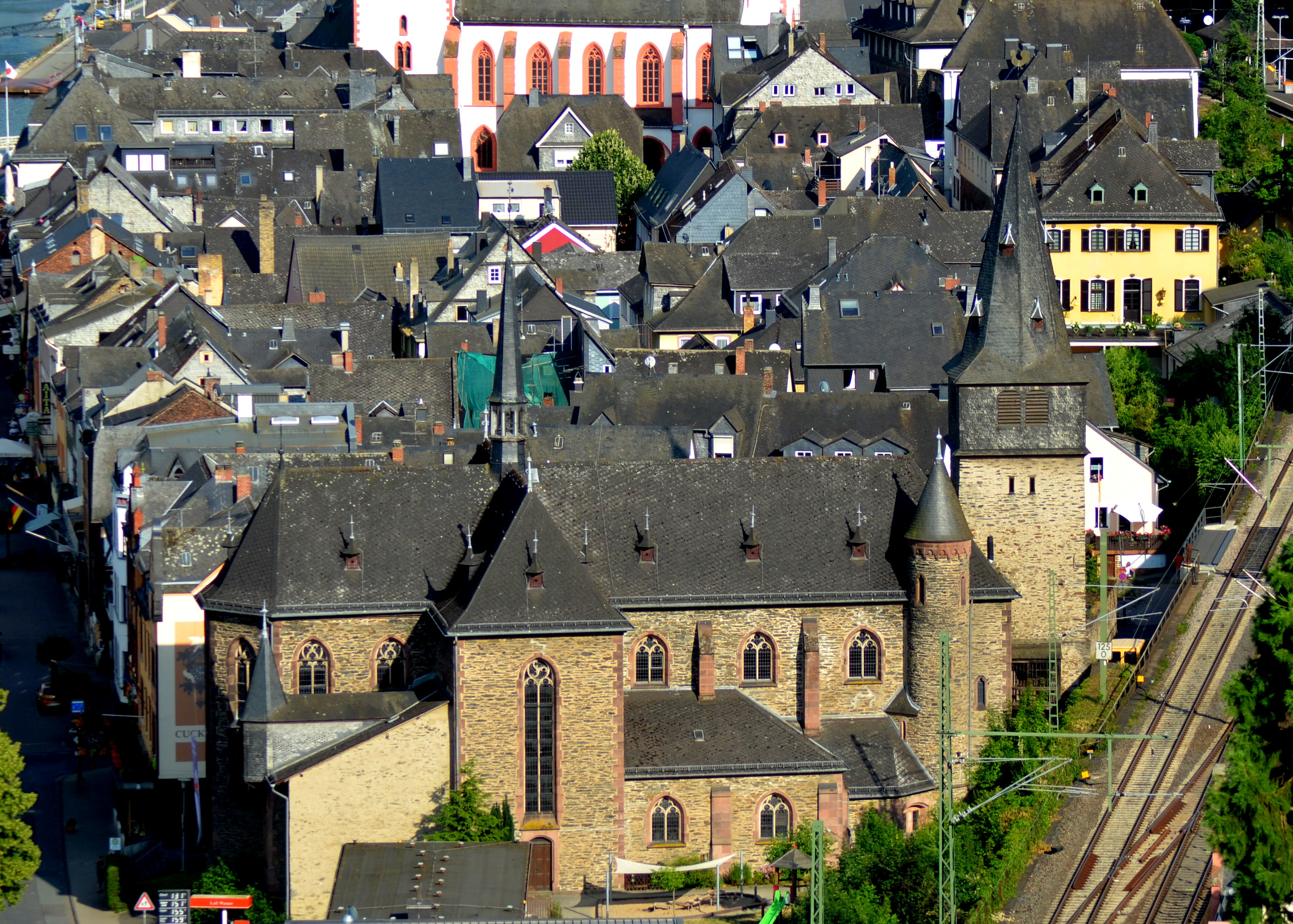
Katholische Pfarrkirche St. Goar und St. Elisabeth in Sankt Goar

Die katholische Kirche St. Goar und St. Elisabeth ist ein denkmalgeschütztes Bauwerk in Sankt Goar im Rhein-Hunsrück-Kreis. Die neugotische Basilika wurde von 1887 bis 1891 nach Plänen der Architekten Heinrich Wiethase und Eduard Endler aus Köln errichtet.

## Patrozinium
Die Kirche ist dem Heiligen Goar, einem Priestermönch aus Aquitanien (* um 495; † 575), sowie der Heiligen Elisabeth von Thüringen (1207–1231) geweiht.

## Geschichte

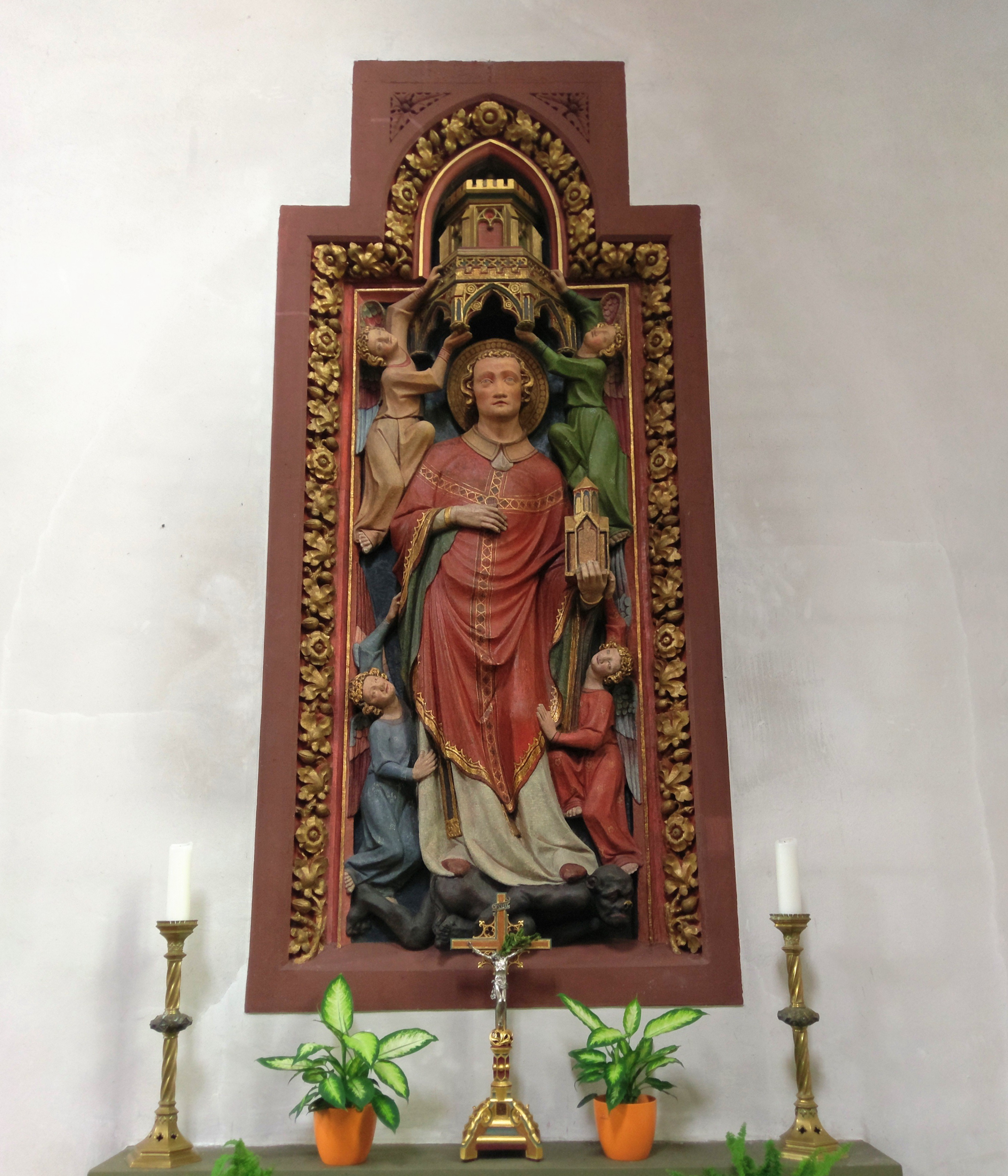
Tumbadeckel des Grabmals des hl. Goar

Als 1527 Landgraf Philipp I. von Hessen in Hessen, zu dessen Territorium Sankt Goar damals gehörte, die Reformation einführte, wurde den Katholiken der Gottesdienst in ihrer Stiftkirche verboten. Die Wallfahrt zum Grab des Hl. Goar, welches sich freistehend in der Krypta der Stiftskirche befand, wurde eingestellt. Das Grab selbst wurde später unter Landgraf Wilhelm IV. von Hessen-Kassel abgebrochen und der kunstvolle Tumbadeckel an der Wand der Krypta befestigt.
Der 1652 zum Katholizismus konvertierte Landgraf Ernst I. (Hessen-Rheinfels-Rotenburg) übergab die Krypta der nun evangelischen Stiftskirche an die Katholiken zur Nutzung. Bereits Ostern 1652 konnte die erste Heilige Messe in der Krypta gefeiert werden, der Zugang zu ihr vom Inneren der Kirche aus wurde zugemauert und erst im Jahr 2000 wieder  hergestellt.
Schließlich erhielten die Katholiken 1654 die Genehmigung, vor den Toren der Stadt eine katholische Kirche zu errichten. Die feierliche Grundsteinlegung erfolgte am 1. November 1657. Der Neubau im Barockstil wurde am Goarstag, dem 6. Juli 1660, geweiht. Die Tumbaplatte vom Grab des hl. Goar war bereits 1658 in die neue Kirche überführt worden.
1878 wurde in einem Gutachten die Baufälligkeit des barocken Gotteshauses festgestellt. Die alte Kirche sowie das Pfarrhaus und einige weitere Häuser wurden 1888 abgerissen, um Platz für einen Neubau zu schaffen. Die Grundsteinlegung fand am 28. Juli 1889 statt, 1891 war der Neubau fertiggestellt. Die Konsekration der Kirche zu Ehren des hl. Goar und der hl. Elisabeth erfolgte am 11. Juli 1896 durch den Trierer Bischof Michael Felix Korum.

## Architektur
Die Gewölbebasilika mit Querhaus und Chor wurde aus Bruchstein errichtet und wird von einem Dachreiter bekrönt. Das kreuzgewölbte Langhaus ist über Vierung und Chor mit einem Sterngewölbe versehen. Der freistehende Kirchturm, ein ehemaliger Torturm der Stadtmauer, der schon dem Vorgängerbau als Glockenturm diente, wurde 1923 um ein Stockwerk erhöht und mit dem Neubau verbunden.

## Ausstattung
Die neugotische Ausmalung und Ausstattung hat sich überwiegend erhalten.
Der Tumbadeckel mit der lebensgroßen Darstellung des Hl. Goar ist um 1340 entstanden und gilt als bedeutendes Werk mittelrheinischer Bildhauerkunst. Goar ist als Heiliger mit Heiligenschein und Messgewand dargestellt. Als Kirchenstifter hält er das Modell seiner ersten Kirche in der linken Hand und als Besieger des Todes steht er auf einem sich krümmenden Teufel. Aus der Entstehungszeit der Kirche stammen wohl die Rahmung der Platte mit einem Rosenmotiv sowie der spitzbogige Aufsatz, auch die zwei baldachin-haltenden Engel können aus dieser Zeit stammen. Die Platte dient heute als Aufsatz für den rechten Seitenaltar. Eine weitere Relieffigur Goars findet sich an einer Ecke des Turms neben dem Portal auf einem Schlussstein der evangelischen Stiftskirche, der hier vermauert wurde. Er stammt aus der Mitte des 15. Jahrhunderts.

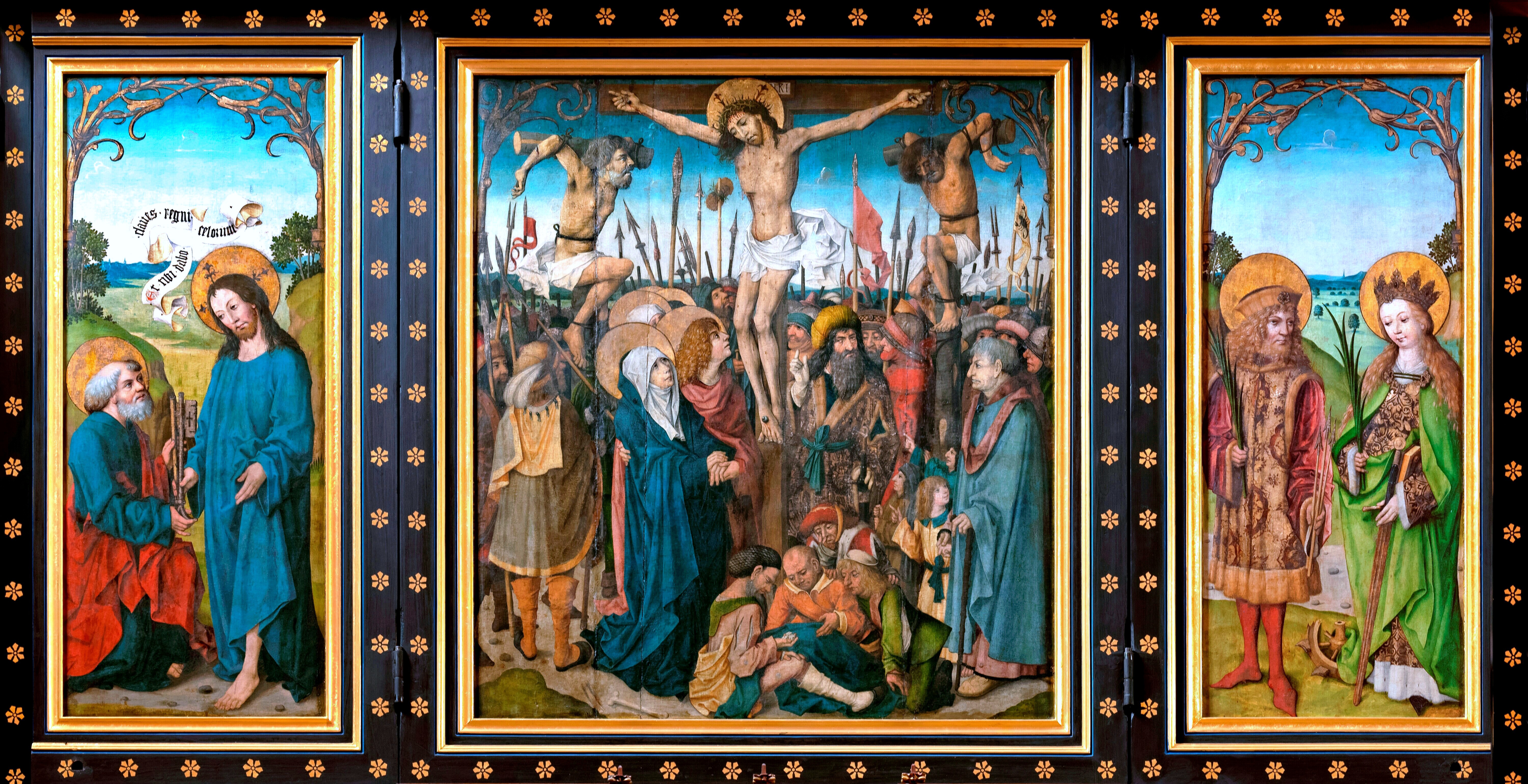
Flügelaltar des Hausbuchmeisters

Die Kirche ist im Besitz eines um 1480 entstandenen Flügelaltars, der dem Umkreis des Hausbuchmeisters zugeordnet wird. Das ursprünglich nur dreiflügelige Retabel zeigt im offenen Zustand im Hauptbild eine Kreuzigungsgruppe. Der linke Flügel weist eine Schlüsselübergabe an Petrus und der rechte Flügel die Heiligen Sebastian und Katharina auf. Im geschlossenen Zustand ist eine Verkündigungsgruppe auf der Außenseite zu sehen. Die Außenflügel wurden im Jahre 1892 neugotisch hinzugefügt und stellen von links nach rechts die Heiligen Goar, Nikolaus, Clara, Elisabeth, Matthias und Hildegard dar.